# Classix Nouveaux
Classix Nouveaux (произносится Кла́ссикс Нуво́) — британская группа новой волны. Одна из первых групп движения новой романтики в Великобритании, основанная в 1979 году Салом Соло (настоящее имя Кристофер Скотт Стивенс), Миком Суини, Бэйком Полом Хардингом и Жаком Эйрпортом и прекратившая существование в 1985 году, а затем возрождённая Салом Соло в 2021 году. В основной период существования коллектива было выпущено три альбома и одиннадцать синглов, самым коммерчески успешным из которых стал «Is It A Dream», достигший 11 места в UK Singles Chart.
Группа приобрела известность не только в Великобритании, но и в таких странах, как Польша (в Польше группа пользовалась даже большей популярностью, чем в самой Великобритании), США, Германия, Швеция, Мексика, Испания, Бразилия, Португалия, Австралия, Канада, Италия, Нидерланды, Финляндия и Франция. Группа приобрела поклонников в этих странах и проводила успешные гастрольные туры, хотя и ни один из трёх альбомов не привёл к широкой популярности группы за пределами относительно узких кругов этих поклонников.
В 2021 году группа возобновила творческую деятельность, и в 2023 году вышел новый, четвёртый альбом группы — «Battle Cry».

## История группы

### Создание группы
Группа была основана в 1979 году. Вокалист группы Сал Соло (ранее выступавший с группой The News) был найден по объявлению в журнале Melody Maker, которое подали бывшие участники группы X-Ray Spex. Изначально в группу вошли: двое бывших участников X-Ray Spex Жак Эйрпорт (гитара) и Бэйк Пол Хёрдинг (барабаны), а также Мик Суини (бас-гитара) и Сал Соло. Первый концерт группы состоялся 25 августа 1979 года в клубе, тогда называвшемся London’s Music Machine (впоследствии Camden Palace, ныне KOKO). Музыкальная пресса отнесла группу к набиравшему тогда популярность направлению новой романтики. В том же году Жака Эйрпорта на месте гитариста заменил Гэри Стэдмен.
В 1980 году группа записала первые несколько песен, а также впервые появилась на телевидении Великобритании (канал Thames TV). Песня «Robot’s Dance» одиннадцать недель находилась на 22 месте в UK Indie Chart и стала популярным танцевальным треком в жанре альтернативной музыки. Второй сингл группы, «Nasty Little Green Men» был выпущен 10 ноября 1980 года.
В 1981 году группа выпустила первый альбом под названием Night People. Выходу альбома предшествовал выход двух синглов «Guilty» и «Tokyo», получивших умеренную популярность. Оба сингла попали в UK Top 75, а «Guilty» попал в шведский Топ-20 и занял 25 место в австралийском чарте. Сам альбом занял 66 место в Великобритании. Также вышел клип на песню «Guilty», который снял для группы австралийский режиссёр Рассел Малкэхи. Клип привлёк внимание СМИ, и группа получила эфир на американском MTV.
Второй альбом группы, La Verité, был выпущен в 1982 году. Сингл «Is It A Dream» с альбома попал в топ-двадцать британского чарта (11 место). Хотя группа не относилась к участникам клуба Blitz (многих музыкантов, выступавших в этом клубе, считают родоначальниками движения новой романтики), её также относили к представителям этого движения из-за яркого имиджа и соответствия стилистике направления.
Следующий сингл группы, «Because You’re Young», достиг 43 места в чартах Великобритании, в то время как сам альбом оказался на 44-м. Альбом занял первое место в чартах Португалии, а также группа поехала в тур по Азии, а также в Индию. После тура в поддержку альбома La Verité в составе произошли изменения: на место гитариста Гэри Стэдмена в группу взяли финского гитариста Джими Сумена.
Третий и последний в основной период существования коллектива альбом, Secret, был выпущен в 1983 году. Группа несколько недель работала в студии над записью альбома, но неожиданно A&R из их звукозаписывающей компании пришёл в студию и заявил, что группа уже потратила весь свой бюджет, в результате чего запись даже не была завершена. Участники группы были вынуждены заканчивать работу над альбомом своими силами (так, к работе над материалом привлекли Энн Дадли, она собирала оркестр для записи сингла «Forever and a Day»). Звукозаписывающая компания не продвигала альбом и немедленно разорвала контракт с группой. Альбом и синглы с него не были успешны в Великобритании, однако синглы «Never Never Comes» и «Heart from the Start» стали хитами номер один в Польше. Также группа собрала 25000 человек на концерте в Хельсинки. К тому моменту Сал Соло остался единственным участником первоначального состава (Рик Дрисколл заменил Джими Сумена, а Пол Турли — Бэйка Пола Хёрдинга).

### Распад группы
Деятельность группы была приостановлена ещё в 1983 году, однако окончательно Classix Nouveaux распались в 1985 году. В 1983 году, побывав с гастролями в Польше, Сал Соло заинтересовался католицизмом после того, как узнал, что многие его фанаты в бывшей на тот момент коммунистической Польше являлись глубоко верующими католиками. Впоследствии Сал Соло рассказывал в интервью польским СМИ, что его впечатлило, как католическая вера помогала его польским поклонникам сохранять национальную идентичность в противостоянии с коммунистическим режимом. Вместе с бас-гитаристом группы Kajagoogoo Ником Беггсом Сал Соло совершил паломничество в монастырь Сан-Дамиано в Ассизи (Италия), которое коренным образом изменило его творческие устремления. Паломничество вдохновило его на создание песни San Damiano, которая заняла 15 место в топ-20 хитов Великобритании в 1985 году. В том же году он выпустил сольный альбом, Heart and Soul, и несколько синглов — «Music and You» (#52) and «Forever Be», но они не имели особого успеха. Затем Сал Соло некоторое время продолжал карьеру вокалиста во французской электронной и спейс-рок-группе Rockets, после чего окончательно ушёл в религию и записал несколько альбомов христианской музыки. Мик Суини переехал в Лос-Анджелес, где занимался студийной работой и конструированием безладовых бас-гитар; в настоящее время он живёт в Ирландии. Гэри Стэдмен присоединился к группе Flock of Seagulls во время их тура в поддержку альбома Dream Come True. Джими Сумен стал музыкальным продюсером в Финляндии и выпустил несколько сольных альбомов.
Первый сборник хитов Classix Nouveaux был выпущен в 1997 году на лейбле EMI Records, а в 2003 году переиздан с немного изменённым составом песен. В начале того же года три альбома группы были переизданы на CD на лейбле Cherry Red Records. В 2005 году River Records выпустил The River Sessions, лайв-альбом, записанный в Университете Стратклайда в 1982 году. В феврале 2021 года все синглы и бисайды группы были изданы на Cherry Records как The Liberty Singles Collection.

### Возрождение группы
В мае 2021 года неожиданно для поклонников группа выпустила новый сингл — ремейк песни «Inside Outside» из первого альбома группы. Также было заявлено, что в 2022 году будет выпущен новый альбом, но концертов пока не планируется. 29 мая 2022 года их сингл «Fix Your Eyes Up» занял 10 место в The Heritage Chart. 17 ноября 2023 года группа в составе Сала Соло, Мика Суини, Бэйка Пола Хёрдинга и Гэри Стэдмена выпустила новый, первый за 40 лет альбом, «Battle Cry».

## Дискография

### Альбомы
- 1981 — Night People
- 1982 — La Verité
- 1983 — Secret
- 2023 — Battle Cry

### Live-альбомы
- 2005 — The River Sessions

### Сборники
- 1982 — Singles
- 1997 — The Very Best of Classix Nouveaux
- 2003 — The Very Best of Classix Nouveaux
- 2010 — The Liberty Singles Collection
- 2021 — The Liberty Recordings 1981–83

### Синглы
| Название                                                                       | Год  | Верхние позиции в чартах | Верхние позиции в чартах | Верхние позиции в чартах | Верхние позиции в чартах | Верхние позиции в чартах | Верхние позиции в чартах | Верхние позиции в чартах | Верхние позиции в чартах | Верхние позиции в чартах | Верхние позиции в чартах | Верхние позиции в чартах | Альбом                          |
| Название                                                                       | Год  | UK                       | UK Indie                 | AUS                      | FIN                      | ICE                      | IRE                      | POL                      | POR                      | SPA                      | SWE                      | US Dance                 | Альбом                          |
| ------------------------------------------------------------------------------ | ---- | ------------------------ | ------------------------ | ------------------------ | ------------------------ | ------------------------ | ------------------------ | ------------------------ | ------------------------ | ------------------------ | ------------------------ | ------------------------ | ------------------------------- |
| "The Robots Dance"                                                             | 1980 | —                        | 22                       | —                        | —                        | —                        | —                        | —                        | —                        | —                        | —                        | —                        | не выходили на альбомах         |
| "Nasty Little Green Men"                                                       | 1980 | —                        | —                        | —                        | —                        | —                        | —                        | —                        | —                        | —                        | —                        | —                        | не выходили на альбомах         |
| "Guilty"                                                                       | 1981 | 43                       | —                        | 25                       | —                        | —                        | —                        | —                        | 17                       | —                        | —                        | 66                       | Night People                    |
| "Tokyo"                                                                        | 1981 | 67                       | —                        | —                        | —                        | —                        | —                        | —                        | —                        | —                        | —                        | —                        | Night People                    |
| "Inside Outside"                                                               | 1981 | 45                       | —                        | —                        | —                        | —                        | —                        | —                        | —                        | —                        | —                        | —                        | Night People                    |
| "Run Away" (выходил альбом только во Франции)                                  | 1981 | —                        | —                        | —                        | —                        | —                        | —                        | —                        | —                        | —                        | —                        | —                        | Night People                    |
| "Never Again (The Days Time Erased)"                                           | 1981 | 44                       | —                        | —                        | 13                       | —                        | —                        | 3                        | 1                        | 13                       | 19                       | —                        | La Verité                       |
| "Is It a Dream"                                                                | 1982 | 11                       | —                        | —                        | 11                       | 3                        | 29                       | —                        | 9                        | —                        | —                        | —                        | La Verité                       |
| "Because You're Young"                                                         | 1982 | 43                       | —                        | —                        | —                        | —                        | —                        | —                        | —                        | —                        | —                        | —                        | La Verité                       |
| "The End... Or the Beginning?"                                                 | 1982 | 60                       | —                        | —                        | 25                       | —                        | —                        | —                        | —                        | —                        | —                        | —                        | не альбомный сингл              |
| "Forever and a Day"                                                            | 1983 | —                        | —                        | —                        | 26                       | —                        | —                        | 5                        | —                        | —                        | —                        | —                        | Secret                          |
| "Never Never Comes"                                                            | 1983 | —                        | —                        | —                        | —                        | —                        | —                        | 2                        | —                        | —                        | —                        | —                        | Secret                          |
| "Heartbeat" (Сал Соло и Classix Nouveaux)                                      | 1985 | —                        | —                        | —                        | —                        | —                        | —                        | 3                        | —                        | —                        | —                        | —                        | Heart & Soul (альбом Сала Соло) |
| "Inside Outside 2021"                                                          | 2021 | —                        | —                        | —                        | —                        | —                        | —                        | —                        | —                        | —                        | —                        | —                        | не альбомный сингл              |
| "Fix Your Eyes Up"                                                             | 2022 | —                        | —                        | —                        | —                        | —                        | —                        | —                        | —                        | —                        | —                        | —                        | Battle Cry                      |
| "Battle Cry" (сингл-версия)                                                    | 2024 | —                        | —                        | —                        | —                        | —                        | —                        | —                        | —                        | —                        | —                        | —                        | Battle Cry                      |
| "—" означает, что релиз либо не попадал в чарты, либо не выходил в этой стране |      |                          |                          |                          |                          |                          |                          |                          |                          |                          |                          |                          |                                 |

### Другие песни в чартах
| Название                  | Год  | Верхние позиции в чартах | Album  |
| Название                  | Год  | POL                      | Album  |
| ------------------------- | ---- | ------------------------ | ------ |
| "Heart from the Start"    | 1984 | 1                        | Secret |
| "When They All Have Gone" | 1984 | 10                       | Secret |
|                           |      |                          |        |

## Влияние
В 2001 году украинская рок-группа «Скрябин» использовала мелодию песни «Never Never Comes» в своей композиции под названием «Я не буду там» с альбома «Стриптиз» (с указанием авторства).
Алексей Рыбин, один из сооснователей группы «Кино», называет Classix Nouveaux одной из групп, оказавших сильное влияние на Виктора Цоя и во многом определивших творческий путь развития группы (особо отмечается композиция 1981 года Guilty с дебютного альбома Night People).